# Roca, Nebraska
Roca är en ort (village) i Lancaster County i Nebraska. Vid 2010 års folkräkning hade Roca 220 invånare.